# Стратифікація (екологія)

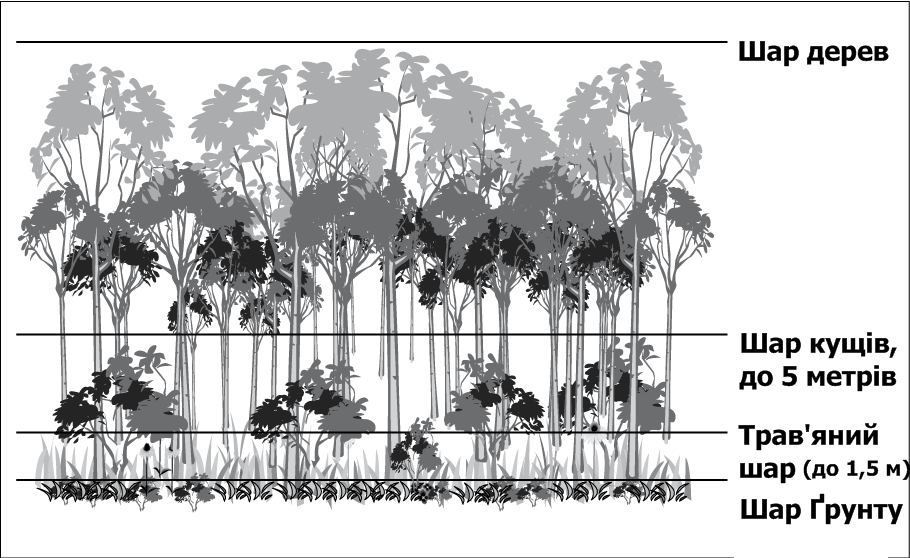
Вертикальне шарування рослинності у лісі

Стратифікація (англ. stratification) позначає в екології вертикальне шарування життєвого простору (ніби «за поверхами»). Вона описує рослинні шари, котрі значною мірою визначаються різною висотою окремих рослин. Кожен такий шар заселений різноманітними тваринними і рослинними спільнотами.

## Вертикальна структура наземної рослинності
Розрізняють такі шари: коренів, ґрунтів, трав, кущів та дерев.

## Екологічне значення
Утворена подібно до «поверхів» рослинність зумовлює через вертикальний та горизонтальний поділ структурування рослинного складу. Кожен такий пласт створює для живих істот певні умови життя та розповсюдження, а також, умови перебування, укриття, харчування (продовольчі можливості) та відповідний мікроклімат. Чим структурованіший склад лісу, тим більше є екологічних ніш для живих істот, як тваринного так і рослинного світу. Найбагатогранніша стратифікація у вологих тропічних джунглях. Тому і різноманітність видів біля екватора дуже висока. Окрім того, невеликі рослини отримують користь від відмерлого листя дерев пралісів, бо воно перетворюється мікроорганізмами у корисні мінеральні речовини.